# René Cagnat
René Cagnat (París, 10 d'octubre de 1852 – París, 27 de març de 1937) va ser un historiador francès, especialista en epigrafia llatina i història del nord d'Àfrica durant l'Antiguitat.

## Biografia
A la mort del seu pare, Léon Renier, un amic de la família, va ajudar en la seva educació. Sota la influència d'Ernest Desjardins, es va interessar per l'epigrafia. Agregat de gramàtica l'any 1876, dirigeix una campanya arqueològica a Tunísia i esdevé professor d'epigrafia l'any 1883.
A partir de 1880, René Cagnat va dedicar el seu primer treball científic el 1882 a les milícies municipals i als impostos indirectes a l'Imperi Romà. El 1885 va publicar el seu famós Cours d'épigraphie latine (Curs d'epigrafia llatina), que va tenir diverses edicions. El seu èxit més durador va ser la creació, l'any 1888, de la revista L'Année épigraphique, en la qual es van recollir i publicar informes d'epigrafia, prèviament dispersos. En la realització d'aquesta tasca, va ser assistit per Jean-Guillaume Feignon, el seu cap d'epigrafia. Cap a la dècada del 1880, Cagnat es va centrar especialment en les inscripcions al nord d'Àfrica. A petició de Theodor Mommsen, va estudiar, primer amb Johannes Schmidt i després amb Hermann Dessau, aquestes inscripcions per al Corpus Inscriptionum Latinarum.
A la dècada del 1890, el govern francès li va encomanar el seguiment dels museus nord-africans i la recerca epigràfica local. Entre 1906 i 1927, Cagnat va contribuir a la publicació d'Inscriptions Graecae ad res Romanas pertinentes (Col·lecció d'inscripcions gregues sobre temes relacionats amb l'Imperi Romà).
Es va casar amb Geneviève Hauvette (1857-1935), la filla d'Eugène-Louis Hauvette-Besnault.
Alfred Merlin va ser el seu gendre, qui el va succeir a l'Academie des Inscriptions et Belles-Lettres.

## Honors
El 1887, Cagnat va ser nomenat professor al Collège de France, on va succeir a Desjardins en la càtedra d'epigrafia i antiguitats romanes. El 1895 fou elegit membre de l'Académie des Inscriptions et Belles-Lettres, de la qual fou secretari permanent des de 1916 fins a la seva mort. El 1904, per recomanació d'Otto Hirschfeld i Ulrich von Wilamowitz-Moellendorff, va ser elegit membre corresponent de l'Acadèmia Prussiana de les Ciències.
Va ser elegit membre de la Reial Acadèmia de Ciències, Lletres i Belles Arts de Bèlgica.

## Condecoracions
- Commandeur de la Legió d'Honor
- Oficial d'instrucció pública (cavaller).

## Publicacions (selecció)
- 1882: Etude historique sur les impots indirects chez les Romains jusqu'aux invasions des barberes, Paris, Imprimerie nationale
- 1885: Cours d'épigraphie latine, Paris, reedició 1890 (llegir l'edició de 1890)
- 1892: L'armée romaine d'Afrique et l'occupation militaire de l'Afrique sous les empereurs, Paris
- 1895–1905 Timgad, une cité africaine sous l'Empire romain, amb Émile Boeswillwald i Albert Ballu, ed. Ernest Leroux, Paris, (llegir)
- 1909: Carthage, Timgad, Tébessa et les villes antiques de l'Afrique du Nord, Paris, reedició 1927
- 1916–1920: Manuel d'archéologie romaine, amb Victor Chapot, Paris
- 1923: Inscriptions latines d'Afrique, Paris